# マキシモ・ブランコ
マキシモ・ブランコ（Maximo Blanco、1983年10月16日 - ）は、ベネズエラの男性レスリング選手、総合格闘家。ミランダ州カラカス出身。吉田道場所属。元ライト級キング・オブ・パンクラシスト。仙台育英高校、日本大学卒業。

## 来歴
14歳からレスリングを始める。それ以前にはテコンドーの経験がある。15歳のときに仙台育英高校に留学した。
高校時代は国体、インターハイで各1勝するにとどまったが、日本大学に進学すると、才能が開花し数々の実績をあげた。
2006年2月、PRIDEと契約したことが発表され、早ければ年内にもデビューする予定であったがPRIDEの消滅もあり実現しなかった。
2008年7月、レスリングでのロンドンオリンピック出場も視野に入れつつ、戦極とSRC育成選手として契約。
2008年8月27日、パンクラスで八島勇気と対戦。バスターを放った際、偶然のバッティングにより八島が左瞼をカットしてしまい試合はノーコンテストとなった。
2008年10月1日、ネオブラッド・トーナメント ライト級準優勝のABと対戦し、開始22秒でバスターによるKO勝ちを収めた。
2008年12月7日、パンクラスで花澤大介13と対戦し、肩固めで一本負け。花澤はブランコのパンチを「以前MFCで闘ったエディ・アルバレスのような重さだった」と評した。

### 戦極参戦後
2009年1月4日、戦極初参戦となった戦極の乱2009のオープニングファイトで井上誠午と対戦し、踏みつけによりTKO勝ちを収めた。4月5日、リングネームを真騎士に改めてパンクラスに出場、大石幸史と引き分けた。5月2日、戦極 〜第八陣〜で毛利昭彦と対戦。右フックでダウンを奪うも、直後に反則のサッカーボールキックを見舞ってしまい反則負けを喫した。
2009年8月8日、「PANCRASE 2009 CHANGING TOUR」で行なわれたライト級キング・オブ・パンクラスタイトルマッチで王者の井上克也と対戦。2Rに右フックでダウンを奪いパウンドでTKO勝ちを収め王座獲得に成功した。
2010年3月7日、SRC12でアームバー・キムと対戦し、左ハイキックでKO勝ち。
2010年6月20日、SRC13でホドリゴ・ダムと対戦し、パウンドによるTKO勝ち。
2010年10月30日、SRC15で國奥麒樹真と対戦し、パウンドによるTKO勝ちを収めた。当初はレオ・サントスと対戦予定であったが、サントスが頸椎損傷および首のヘルニアにより欠場となったため、対戦相手が國奥に変更された。
2010年12月30日、戦極 Soul of Fightで行なわれた「SRC VS DREAM 交流戦」でパーキーと対戦し、3-0の判定勝ち。勝利はしたものの初めての判定勝ちとなった。

### Strikeforce
2011年9月10日、Strikeforce初参戦となったStrikeforce: Barnett vs. Kharitonovでパット・ヒーリーと対戦し、リアネイキドチョークで一本負けを喫した。この試合でブランコはグラウンド状態で相手の顔面を蹴り、反則を受けている。

### UFC
2012年4月21日、UFC初参戦であるUFC 145でマーカス・ブリメージと対戦。反則であるグラウンド状態での膝蹴りによる減点もあり、1-2の判定負けを喫した。

## 人物・逸話
- レスリングを始めたキッカケとして、バク転していた先輩を見てレスリングをやれば自分もできるようになると思ったからだと述べている。試合に勝利すると、バク宙（バク転）することが恒例である。
- 仙台育英高校に留学する際に、「日本はジャッキー・チェンやブルース・リーがいるような国」と思い込んでいたという。
- 好きな選手はヴァンダレイ・シウバであり、自身もシウバのようなパワー溢れるアブレッシブなファイトスタイルを持つ。

## 戦績
| 総合格闘技 戦績 | 総合格闘技 戦績 | 総合格闘技 戦績 | 総合格闘技 戦績 | 総合格闘技 戦績 | 総合格闘技 戦績 | 総合格闘技 戦績 |
| --------------- | --------------- | --------------- | --------------- | --------------- | --------------- | --------------- |
| 22 試合         | (T)KO           | 一本            | 判定            | その他          | 引き分け        | 無効試合        |
| 12 勝           | 8               | 0               | 4               | 0               | 1               | 1               |
| 8 敗            | 0               | 4               | 2               | 2               | 1               | 1               |

| 勝敗 | 対戦相手               | 試合結果                               | 大会名                                                                          | 開催年月日     |
| ×    | チャズ・スケリー       | 1R 0:19 アナコンダチョーク             | UFC Fight Night: Poirier vs. Johnson                                            | 2016年9月17日  |
| ×    | ルーク・サンダース     | 1R 3:38 リアネイキドチョーク           | UFC Fight Night: Dillashaw vs. Cruz                                             | 2016年1月17日  |
| ○    | マイク・デ・ラ・トーレ | 1R 0:16 TKO（スタンドパンチ連打）      | The Ultimate Fighter 21 Finale                                                  | 2015年7月12日  |
| ○    | ダン・フッカー         | 5分3R終了 判定3-0                      | UFC Fight Night: Hunt vs. Nelson                                                | 2014年9月20日  |
| ○    | アンディ・オーグル     | 5分3R終了 判定3-0                      | UFC Fight Night: Munoz vs. Mousasi                                              | 2014年5月31日  |
| ×    | フェリペ・アランテス   | 5分3R終了 判定0-3                      | UFC Fight Night: Machida vs. Mousasi                                            | 2014年2月15日  |
| ×    | アキラ・コラサニ       | 1R 0:25 反則（グラウンドの膝蹴り）     | The Ultimate Fighter 18 Finale                                                  | 2013年11月30日 |
| ○    | サム・シシリア         | 5分3R終了 判定3-0                      | The Ultimate Fighter 17 Finale                                                  | 2013年4月13日  |
| ×    | マーカス・ブリメージ   | 5分3R終了 判定1-2                      | UFC 145: Jones vs. Evans                                                        | 2012年4月21日  |
| ×    | パット・ヒーリー       | 2R 4:24 リアネイキドチョーク           | Strikeforce: Barnett vs. Kharitonov                                             | 2011年9月10日  |
| ○    | パーキー               | 5分3R終了 判定3-0                      | 戦極 Soul of Fight                                                              | 2010年12月30日 |
| ○    | 國奥麒樹真             | 1R 4:26 TKO（右フック→パウンド）       | SRC15                                                                           | 2010年10月30日 |
| ○    | ホドリゴ・ダム         | 2R 0:45 TKO（右ストレート→パウンド）   | SRC13                                                                           | 2010年6月20日  |
| ○    | アームバー・キム       | 1R 1:10 KO（左ハイキック）             | SRC12                                                                           | 2010年3月7日   |
| ○    | 山田哲也               | 2R 1:12 TKO（パウンド）                | 戦極 〜第十陣〜                                                                 | 2009年9月23日  |
| ○    | 井上克也               | 2R 4:38 TKO（右フック→パウンド）       | PANCRASE 2009 CHANGING TOUR 【ライト級キング・オブ・パンクラス タイトルマッチ】 | 2009年8月8日   |
| ×    | 毛利昭彦               | 1R 4:20 反則（サッカーボールキック）   | 戦極 〜第八陣〜                                                                 | 2009年5月2日   |
| △    | 大石幸史               | 5分2R終了 判定1-1                      | PANCRASE 2009 CHANGING TOUR                                                     | 2009年4月5日   |
| ○    | 井上誠午               | 1R 0:38 TKO（踏みつけ）                | 戦極の乱2009                                                                    | 2009年1月4日   |
| ×    | 花澤大介13             | 2R 1:19 肩固め                         | PANCRASE 2008 SHINING TOUR                                                      | 2008年12月7日  |
| ○    | AB                     | 1R 0:22 KO（バスター）                 | PANCRASE 2008 SHINING TOUR                                                      | 2008年10月1日  |
| －   | 八島勇気               | 1R 0:56 ノーコンテスト（バッティング） | PANCRASE 2008 SHINING TOUR                                                      | 2008年8月27日  |

## 獲得タイトル
- レスリング
  - 2002年東日本学生レスリング秋季新人戦 フリースタイルA 66kg級 優勝（2002年11月30日）[8]
  - 2003年東日本学生レスリング春季新人戦 フリースタイルA 74kg級 準優勝（2003年6月27日）[9]
  - 2003年東日本学生レスリング秋季新人戦 フリースタイルA 74kg級 優勝（2003年11月28日）[10]
  - 2003年全日本学生レスリング王座決定戦 優勝（団体戦、2003年9月22日）[11] - 74kg級の選手として2試合に出場し、2勝をあげた。
  - 2005年全日本学生レスリング王座決定戦 優勝（団体戦、2005年9月16日）[12] - 74kg級の選手として4試合に出場し、4勝をあげた。大会後に、最優秀選手賞を受賞した。
  - 2005年全日本学生レスリング選手権大会 男子フリースタイル 74kg級 優勝（2005年8月30日）[13]
  - 第31回内閣総理大臣杯 平成17年度全日本大学レスリング選手権大会 フリースタイル 74kg級 優勝（2005年11月13日）[14]

- 総合格闘技
  - 第3代ライト級キング・オブ・パンクラス王座（2009年）

## 表彰
- 2005年全日本学生レスリング王座決定戦 最優秀選手賞（2005年9月16日）[12]
- 第31回内閣総理大臣杯 全日本大学選手権 猪名川町長賞（最優秀選手賞）（2005年11月13日）[15]

## 出演
テレビドラマ
- 「黄金のバンタム」を破った男〜ファイティング原田物語〜（2014年2月22日、フジテレビ系列） - エデル・ジョフレ 役
- 俺の家の話 第八話（2021年3月12日、TBS） - ホセ・カルロス・ゴンザレス・サン・ホセJr. 役